# Grande Prêmio da Hungria de 1987
Resultados do Grande Prêmio da Hungria de Fórmula 1 realizado em Hungaroring em 9 de agosto de 1987. Nona etapa da temporada, teve como vencedor o brasileiro Nelson Piquet, da Williams-Honda.

## Resumo
A poucas voltas do fim do GP da Hungria de 1987, Mansell (que liderava com tranquilidade a corrida) teve um problema com a sua roda traseira (a porca que prende a roda se soltou), deixando o inglês a pé e abrindo caminho para que Piquet assumisse a liderança, vencendo a corrida.

## Classificação da prova
| Pos. | Nº | Piloto             | Construtor             | Voltas | Tempo/Diferença        | Grid | Pontos |
| ---- | -- | ------------------ | ---------------------- | ------ | ---------------------- | ---- | ------ |
| 1    | 6  | Nelson Piquet      | Williams-Honda         | 76     | 1:59'26"793            | 3    | 9      |
| 2    | 12 | Ayrton Senna       | Lotus-Honda            | 76     | + 37"727               | 6    | 6      |
| 3    | 1  | Alain Prost        | McLaren-TAG/Porsche    | 76     | + 1'27"456             | 4    | 4      |
| 4    | 20 | Thierry Boutsen    | Benetton-Ford          | 75     | + 1 volta              | 7    | 3      |
| 5    | 7  | Riccardo Patrese   | Brabham-BMW            | 75     | + 1 volta              | 10   | 2      |
| 6    | 17 | Derek Warwick      | Arrows-Megatron        | 74     | + 2 voltas             | 9    | 1      |
| 7    | 3  | Jonathan Palmer    | Tyrrell-Ford           | 74     | + 2 voltas             | 16   |        |
| 8    | 18 | Eddie Cheever      | Arrows-Megatron        | 74     | + 2 voltas             | 11   |        |
| 9    | 4  | Philippe Streiff   | Tyrrell-Ford           | 74     | + 2 voltas             | 14   |        |
| 10   | 16 | Ivan Capelli       | March-Ford             | 74     | + 2 voltas             | 18   |        |
| 11   | 24 | Alessandro Nannini | Minardi-Motori Moderni | 73     | + 3 voltas             | 20   |        |
| 12   | 26 | Piercarlo Ghinzani | Ligier-Megatron        | 73     | + 3 voltas             | 25   |        |
| 13   | 14 | Pascal Fabre       | AGS-Ford               | 71     | + 5 voltas             | 26   |        |
| 14   | 5  | Nigel Mansell      | Williams-Honda         | 70     | Roda                   | 1    |        |
| Ret  | 21 | Alex Caffi         | Osella-Alfa Romeo      | 64     | Sistema de combustível | 21   |        |
| Ret  | 25 | René Arnoux        | Ligier-Megatron        | 57     | Pane elétrica          | 19   |        |
| Ret  | 30 | Philippe Alliot    | Lola-Ford              | 48     | Acidente               | 15   |        |
| Ret  | 9  | Martin Brundle     | Zakspeed               | 45     | Turbo                  | 22   |        |
| Ret  | 27 | Michele Alboreto   | Ferrari                | 43     | Motor                  | 5    |        |
| Ret  | 8  | Andrea de Cesaris  | Brabham-BMW            | 43     | Câmbio                 | 13   |        |
| Ret  | 2  | Stefan Johansson   | McLaren-TAG/Porsche    | 14     | Câmbio                 | 8    |        |
| Ret  | 19 | Teo Fabi           | Benetton-Ford          | 14     | Câmbio                 | 12   |        |
| Ret  | 23 | Adrian Campos      | Minardi-Motori Moderni | 14     | Rodada                 | 24   |        |
| Ret  | 28 | Gerhard Berger     | Ferrari                | 13     | Diferencial            | 2    |        |
| Ret  | 10 | Christian Danner   | Zakspeed               | 3      | Motor                  | 23   |        |
| Ret  | 11 | Satoru Nakajima    | Lotus-Honda            | 1      | Câmbio                 | 17   |        |

## Tabela do campeonato após a corrida
| Pos. | Piloto           | Pontos |
| ---- | ---------------- | ------ |
| 1    | Nelson Piquet    | 48     |
| 2    | Ayrton Senna     | 41     |
| 3    | Nigel Mansell    | 30     |
| 4    | Alain Prost      | 30     |
| 5    | Stefan Johansson | 19     |

| Pos. | Equipe              | Pontos |
| ---- | ------------------- | ------ |
| 1    | Williams-Honda      | 78     |
| 2    | McLaren-TAG/Porsche | 49     |
| 3    | Lotus-Honda         | 47     |
| 4    | Ferrari             | 17     |
| 5    | Tyrrell-Ford        | 8      |

| Pos. | Piloto           | Pontos |
| ---- | ---------------- | ------ |
| 1    | Jonathan Palmer  | 57     |
| 2    | Philippe Streiff | 45     |
| 3    | Pascal Fabre     | 35     |
| 4    | Philippe Alliot  | 19     |
| 5    | Ivan Capelli     | 10     |

| Pos. | Equipe       | Pontos |
| ---- | ------------ | ------ |
| 1    | Tyrrell-Ford | 102    |
| 2    | AGS-Ford     | 35     |
| 3    | Lola-Ford    | 19     |
| 4    | March-Ford   | 10     |

- Nota: Somente as primeiras cinco posições estão listadas. Entre 1981 e 1990 cada piloto podia computar onze resultados válidos por temporada não havendo descartes no mundial de construtores.